# Турецька лазня (Феодосія)
Турецька лазня — пам'ятка середньовічної архітектури у Феодосії, внесена до Державного реєстру нерухомих пам'яток України за № 010055/9.
Знаходиться в східній частині міста на території цитаделі Генуезької фортеці. Низька кам'яна, квадратна в плані споруда, перекрита двома великими і чотирма малими куполами. У східній стіні два входи, які ведуть в два сполучених передбанника. У кожному передбаннику теж два входи: один — в невелику роздягальню, інший — в приміщення для миття. Приміщення, незважаючи на невеликі розміри, завдяки напівсферичним куполам, що перекривають його, справляє дуже гармонійне враження. Це враження посилюється рівним розсіяним світлом, що ллється через ілюмінатори, влаштовані в куполах. Посередині кожного відділення стояли кам'яні лежаки, а вздовж стін були кам'яні лави. Приміщення для миття сполучаються каналами з топкою.
Це єдина з численних турецьких лазень, що збереглася в Феодосії. Функціонувала до початку 1920-х років.